# 염정수
염정수(廉廷秀, ? ~ 1388년)는 고려의 문신이다. 본관은 파주(坡州), 자는 민망(民望), 호는 훤정(萱庭)이다. 아버지는 곡성부원군(曲城府院君) 염제신이고, 형은 염국보, 염흥방이다.
1371년(공민왕 20) 문과에 급제하였다.
1383년(우왕 9) 지신사(知申事)로서 한때 전주(銓注)를 맡았다. 정몽주(鄭夢周)와 함께 호복(胡服)을 폐지하고 중국의 제도를 따르자고 건의하였다.
관직은 동지밀직(同知密直)·대제학(大提學)에 이르렀다.
1388년 정월에 최영(崔瑩)·이성계(李成桂)에 의해 임견미, 염흥방 등과 순군옥에 하옥된 뒤 곧 사형되었다.
저서에 《훤정집(萱庭集)》이 있다.

## 가계
- 할아버지: 염세충
  - 아버지: 염제신
    - 형: 염국보
    - 형: 염흥방